# Лунево (Тотемский район)
Лунево — деревня в Тотемском районе Вологодской области на левом берегу реки Пёсья Деньга.
Входит в состав Пятовского сельского поселения, с точки зрения административно-территориального деления — в Пятовский сельсовет.
Расстояние по автодороге до районного центра Тотьмы — 6 км, до центра муниципального образования деревни Пятовская — 5 км.
По данным переписи в 2002 году постоянного населения не было. 
По данным 2022 года в Лунево проживает 1 человек.